# Bomolocha senialis
Bomolocha senialis är en fjärilsart som beskrevs av Achille Guenée 1854. Bomolocha senialis ingår i släktet Bomolocha och familjen nattflyn. Inga underarter finns listade i Catalogue of Life.